# Честер (Западна Вирџинија)
Честер (енгл. Chester) град је у америчкој савезној држави Западна Вирџинија.

## Демографија
По попису из 2010. године број становника је 2.585, што је 7 (-0,3%) становника мање него 2000. године.
| Група             | 2000.         | 2010.         |
| Белци             | 2.536 (97,8%) | 2.510 (97,1%) |
| Афроамериканци    | 4 (0,2%)      | 11 (0,4%)     |
| Азијати           | 6 (0,2%)      | 9 (0,3%)      |
| Хиспаноамериканци | 29 (1,1%)     | 36 (1,4%)     |
| Укупно            | 2.592         | 2.585         |